# 石梯水库 (钦州)
石梯水库是中国广西壮族自治区钦州市钦北区境内的一座水库，位于茅岭江支流石梯江上，建于1962年。水库正常库容为1626万立方米，集雨面积为39平方千米，海拔为67米。